# Slide Away (canción)
«Slide Away» —en español: «Deslizarse»— es una canción de la cantante estadounidense Miley Cyrus. Fue lanzada como sencillo el 16 de agosto de 2019 por la compañía discográfica RCA Records. El tema fue escrito por Miley Cyrus y Alma Miettinen, junto a los productores de la canción Andrew Wyatt y Mike Will Made It. La letra de la canción trata sobre el deterioro de una relación y, a menudo, se la compara con la separación de Cyrus de su exmarido Liam Hemsworth.
«Slide Away» recibió críticas generalmente positivas de los críticos musicales. Se ubicó en el puesto número 47 en el Billboard Hot 100 de Estados Unidos. El video musical que lo acompaña se lanzó el 6 de septiembre de 2019. La pista no fue enviada a las estaciones de radio estadounidenses.
Originalmente un sencillo independiente, la canción se agregó a su segundo extended play lanzado anteriormente, She Is Coming (2019), en el cuarto aniversario del proyecto.

## Antecedentes y composición
El 12 de agosto la cantante a través de sus redes sociales publicó una imagen en un estudio de grabación dando indicios que pronto lanzaría nueva música. El día 16 de agosto de 2019, Cyrus confirmó en lanzamiento de «Slide Away», ese mismo día fue oficialmente estrenada. Fue compuesta por Miley Cyrus junto a Alma Miettinen, Andrew Wyatt y Michael Len William, llevado a cabo bajo la producción de Wyatt y Len William.
La pista expresa la ruptura de una relación, con letras relacionadas con la adicción de Cyrus a las drogas y el alcohol. La portada del sencillo refleja dicha situación, con una imagen que muestra un whisky de Jack Daniels y diversas pastillas flotando sobre el agua. La pista presenta una combinación de batería de hip-hop, guitarras cálidas, cuerdas de barrido y muestras en capas"sobre un ritmo "ágil". Las letras se describen como mucho más introspectivas y sombrías que las canciones funky lanzadas de su próximo álbum She Is Miley Cyrus (2019).

## Vídeo musical
El vídeo oficial de «Slide Away» se estrenó el 6 de septiembre de 2019 en el canal de YouTube de la cantante. Fue dirigido por Alexandre Moors. Se han comparado muchas escenas con el video musical de su sencillo de 2013 «We Can't Stop«; Glenn Rowley de Billboard, escribió que Cyrus parecía «completamente separada de la fiesta que la rodeaba» en comparación con el video anterior,  y Christian Holub de Entertainment Weekly comentó que parecía «claramente insatisfecha».

## Recepción crítica
La revista Billboard definió a «Slide Away» como una pista con una duración de tres minutos que expresa «una reflexión emocional y autorreflexión, parece reflejar los dramas de la propia vida de la cantante». Por otra parte, Idolator la calificó como «una pista cruda y emocional que funciona como una sesión de terapia». Brittany Vincent de MTV News comentó que «es difícil negar el desamor» en el contexto percibido de la letra, pero habló favorablemente de la belleza en la aceptación". Craig Jenkins de Vulture escribió que la letra era «solo para saber cuándo reducir tus pérdidas y seguir adelante» y que la producción se adapta a la voz de Cyrus.

## Presentaciones en vivo
Miley Cyrus interpretó «Slide Away» en los 2019 MTV Video Music Awards en Newark, Nueva Jersey el 26 de agosto; previamente declaró que no actuaría en la entrega de premios en julio, sin embargo, su actuación se anunció el día del evento. Con un simple vestido negro y el cabello mojado, la cantante cantó junto con una orquesta el sencillo con una emisión en blanco y negro.

## Lista de ediciones
Descarga digital

| N.º | Título                | Duración |  |
| 1.  | «Slide Away» (single) | 3:53     |  |

## Créditos y personal
Créditos adaptados de Genius y Tidal.
- Miley Cyrus – composición, voz
- Brandon Bost – ingeniería
- Mike Will Made It – composición, producción
- Tom Elmhirst – ingeniería de mezclas
- Dave Kutch – ingeniería de masterización
- Alma Miettinen – composición
- Jacob Munk – ingeniería
- Andrew Wyatt – composición, producción

## Posicionamiento en listas
| País (Lista 2019–2020)                    | Mejor posición | Ref    |
| ----------------------------------------- | -------------- | ------ |
| Alemania (Official German Charts)         | 67             | [ 30 ] |
| Australia (ARIA)                          | 15             | [ 31 ] |
| Austria (Ö3 Austria Top 40)               | 49             | [ 32 ] |
| Bélgica (Ultratip Bubbling Under Flandes) | 1              | [ 33 ] |
| Bélgica (Ultratip Bubbling Under Valonia) | 29             | [ 34 ] |
| Canadá (Canadian Hot 100)                 | 28             | [ 35 ] |
| Escocia (Official Charts Company)         | 16             | [ 36 ] |
| Eslovaquia (Radio Top 100)                | 54             | [ 37 ] |
| Eslovaquia (Singles Digitál Top 100)      | 11             | [ 38 ] |
| Estados Unidos (Billboard Hot 100)        | 47             | [ 39 ] |
| Francia (SNEP Sales Chart)                | 46             | [ 40 ] |
| Grecia (International Digital Singles)    | 21             | [ 41 ] |
| Hungría (Single Top 40)                   | 25             | [ 42 ] |
| Hungría (Stream Top 40)                   | 27             | [ 43 ] |
| Irlanda (IRMA)                            | 25             | [ 44 ] |
| Letonia (LAIPA)                           | 16             | [ 45 ] |
| Lituania (AGATA)                          | 14             | [ 46 ] |
| Noruega (VG-lista)                        | 28             | [ 47 ] |
| Nueva Zelanda Hot Singles (RMNZ)          | 12             | [ 48 ] |
| Polonia (Polish Airplay Top 100)          | 46             | [ 49 ] |
| Portugal (AFP)                            | 83             | [ 50 ] |
| Reino Unido (UK Singles Chart)            | 40             | [ 51 ] |
| República Checa (Singles Digitál Top 100) | 18             | [ 52 ] |
| Suecia (Sverigetopplistan)                | 1              | [ 53 ] |
| Suiza (Schweizer Hitparade)               | 20             | [ 54 ] |

## Certificaciones
| País (organismo certificador) | Certificación | Unidades certificadas | Ref.   |
| ----------------------------- | ------------- | --------------------- | ------ |
| Australia (ARIA)              | 3× Platino    | 210 000               | [ 55 ] |
| Brasil (Pro-Música Brasil)    | 2× Platino    | 80 000                | [ 56 ] |
| Canadá (Music Canada)         | Oro           | 40 000                | [ 57 ] |
| Dinamarca (IFPI Dinamarca)    | Oro           | 45 000                | [ 58 ] |
| México (AMPROFON)             | Oro           | 30 000                | [ 59 ] |
| Noruega (IFPI Noruega)        | Oro           | 30 000                | [ 60 ] |
| Nueva Zelanda (RMNZ)          | 2× Platino    | 60 000                | [ 61 ] |
| Polonia (ZPAV)                | Oro           | 25 000                | [ 62 ] |
| Reino Unido (BPI)             | Plata         | 200 000               | [ 63 ] |

## Historial de lanzamiento
| País        | Fecha                    | Formato                      | Discográfica | Ref    |
| ----------- | ------------------------ | ---------------------------- | ------------ | ------ |
| Varios      | 16 de agosto de 2019     | Descarga digital y Streaming | RCA Records  | [ 8 ]  |
| Australia   | 16 de agosto de 2019     | Contemporary hit radio       | RCA Records  | [ 64 ] |
| Reino Unido | 17 de agosto de 2019     | Contemporary hit radio       | Sony Music   | [ 65 ] |
| Reino Unido | 31 de agosto de 2019     | Adult contemporary           | Sony Music   | [ 66 ] |
| Italia      | 13 de septiembre de 2019 | Contemporary hit radio       | Sony Music   | [ 67 ] |